# Benjamin Lee Whorf
Benjamin Lee Whorf (* 24. April 1897 in Winthrop, Massachusetts; † 26. Juli 1941 in Wethersfield, Connecticut) war ein US-amerikanischer Amateurlinguist, der vor allem durch die mit nach ihm benannte Sapir-Whorf-Hypothese bekannt wurde. Er war Chemieingenieur und Angestellter einer Feuerversicherung in Hartford (Connecticut). Bekannt geworden ist Benjamin Lee Whorf vor allem durch seine Arbeiten zu den amerikanischen Eingeborenensprachen, insbesondere zum Hopi, und durch die – umstrittene – These von der „sprachlichen Relativität“. Letztere besagt, dass die grammatischen und lexikalischen Strukturen der eigenen (Mutter-)Sprache Auswirkungen auf das Denken haben.

## Leben und Werk
Whorf schloss 1918 sein Chemietechnik-Studium am Massachusetts Institute of Technology (MIT) als Chemieingenieur ab und begann erfolgreich als Brandverhütungs-Inspektor für die Versicherungsgesellschaft Hartford Fire Insurance Company zu arbeiten. Diese Feuerversicherung hatte die damals ungewöhnliche Idee, Brandursachen von ihren eigenen Mitarbeitern untersuchen zu lassen, um künftigen Bränden vorbeugen zu können. Whorf blieb trotz seiner wissenschaftlichen Interessen zeitlebens Angestellter dort und machte Karriere. Er interessierte sich früh für die unterschiedlichen Bedeutungen verschiedener sprachlicher Formen, etwa der biblischen und der wissenschaftlichen Kosmologie. Whorf lernte Hebräisch und erforschte die aztekischen Nahua-Sprachen und Maya. In Hartford fand er exzellente Materialien zur indianischen Sprache und Folklore. Seine Einsicht in die phonologische Natur der Mayaschrift kam zu früh; seine Vorträge und Aufsätze fanden wenig Resonanz. Whorf konnte aber 1930 in Mexiko Pima und aztekische Sprachen studieren. Als Edward Sapir 1931 zum Sterling Professor für Linguistik und Anthropologie in Yale ernannt wurde, ging Whorf sofort zu ihm, hörte seine Vorlesungen und studierte neben Morris Swadesh, George Trager, Carl Voegelin und Mary Haas amerikanische indianische Linguistik. Sapir ermutigte Whorfs Interesse für uto-amerikanische Sprachen. Er machte ihn auf das Hopi aufmerksam, und Whorf lernte es bei Informanten in New York (bis 1935). Seine berühmtgewordene Arbeit An American Indian model of the universe über die sprachliche Weltanschauung der Hopi entstand um 1936, wurde aber erst 1950 veröffentlicht. Whorf lehrte eine kurze Zeit Ethnologie in Yale (1937–1938), aber er wollte seine geisteswissenschaftlichen Interessen nicht zum Beruf machen. Sein Beitrag zur Linguistik aber war bedeutsam. Einen Durchbruch erreichte er mit seinem Artikel über Die Beziehungen des Gewohnheitsdenkens und des Verhaltens zur Sprache (1939). Kurz vor seinem Tod 1941 erschienen drei Artikel, die den wissenschaftlichen Anspruch der Linguistik betonten.
Whorfs Interesse an der Linguistik richtete sich zunächst auf das Studium amerikanischer und mittelamerikanischer Sprachen. Er wurde bekannt für seine Arbeiten über die Sprache der Hopi und für das linguistische Relativitätsprinzip, das er, aufbauend auf Sapirs Arbeiten, entwickelte und das als Whorf-Hypothese bzw. Sapir-Whorf-Hypothese bekannt wurde. Er war ein fesselnder Redner und popularisierte seine linguistischen Ideen in Vorträgen und zahlreichen Artikeln. Außerdem publizierte er zahlreiche technische Artikel.
Einige der frühen Arbeiten wurden von seiner Arbeit für die Versicherungsgesellschaft beeinflusst, da Brände oft durch sprachliche Missverständnisse entstanden. In einem Fall hatte ein Arbeiter, dessen Muttersprache nicht Englisch war, eine Flasche mit einer Flüssigkeit in der Nähe einer Heizung abgestellt. Auf der Flasche stand: „highly inflammable“ – „Hoch entzündlich“. Der Arbeiter glaubte, wenn „flammable“ brennbar bedeute, so heiße „inflammable“ unbrennbar (im Englischen drückt die Vorsilbe „in“ nicht immer das Gegenteil der Bedeutung des Wortstamms aus, anders als „un“ im Deutschen).
In einem anderen Fall stand auf einem Kessel, der noch Reste Flüssigbrennstoff enthielt: „leer“. Es kam zu einer Explosion, weil die Arbeiter nicht an die Möglichkeit glaubten, dass ein leerer Behälter gefährlich sein könne.
Whorfs Vorlesungen und Schriften beinhalteten sowohl Beispiele aus seiner Arbeit bei der Versicherung als auch aus seiner Feldforschung und Arbeit mit Informanten des Hopi und anderer amerikanischer Sprachen.
Die Sapir-Whorf-Hypothese beschäftigt sich in erster Linie damit, wie Sprachen Gedanken beeinflussen. Sie sagt, dass die Sprache, die eine Person spricht, den Weg ihres Denkens beeinflusst. Die Struktur der Sprache beeinflusse also die Wahrnehmung der Umwelt.
Dies beeinflusse auch wissenschaftliche Forschung, da die unterschiedlichen Fachbereiche unterschiedliche Sprachstrukturen entwickeln. Aber auch das Verständnis von Raum und Zeit wirkt sich, so Whorf, auf das Verständnis physikalischer Theorien wie beispielsweise der modernen Relativitätstheorie aus. In der Sprache der Hopi sei es aufgrund der sprachlich nicht vorhandenen Trennung von Raum und Zeit weitaus einfacher, die Relativitätstheorie nachvollziehen zu können.
Whorfs Darstellung der relevanten Aspekte der Hopi-Grammatik und seine Schlussfolgerungen über die Vorstellungen der Hopi von Zeit werden bis heute diskutiert: „Hopi-Verben haben keine wirkliche Zeitform, sondern unterscheiden sich durch Aspekt (die Dauer eines Ereignisses), Gültigkeit (ob eine Aktion abgeschlossen oder fortlaufend, erwartet oder regelmäßig und vorhersehbar ist) und Klauselverknüpfung (unter Angabe der zeitlichen Beziehung von zwei oder mehr Verben)“, die oft verbreitete Ansicht, Whorfs Thesen seien später klar widerlegt, ist so nicht haltbar.

Whorf war Mitglied der Theosophischen Gesellschaft Adyar, wie auch sein Werk wesentlich von der Theosophie beeinflusst ist. Einer seiner Hauptartikel, Language, mind and reality, wurde 1942 in der theosophischen Zeitschrift The Theosophist veröffentlicht.
Benjamin Lee Whorf starb mit 44 Jahren an Krebs. Seine bedeutendsten Werke wurden postum veröffentlicht. Sein jüngerer Bruder war der Regisseur und Schauspieler Richard Whorf.

## Schriften (Auswahl)
- Language, Mind and Reality (Memento vom 19. März 2017 im Internet Archive) In: The Theosophist. 1942
- An American Indian model of the universe. In: International Journal of American Linguistics. Band 16, 1950, S. 67–72.

- A linguistic consideratiom of thinking in primitive communities. (um 1936). In: J. B. Carroll (Hrsg.): Language, Thought, and Reality, Selected Writings of Benjamin Lee Whorf. Cambridge, Mass., 1956, S. 65–86.
- Grammatical categories. (um 1937). In: Language. Band 21, 1945.
- Some verbal categories of Hopi. (um 1938) In: Language. Band 14.
- The comparative linguistics of Uto-Aztecan. In: American Anthropologist. Band 37, 1935, S. 600–608.
- Sprache, Denken, Wirklichkeit. Beiträge zur Metalinguistik und Sprachphilosophie. Übersetzt von Peter Krausser. Rowohlt, Reinbek 1963; 25. Auflage ebenda 1984, ISBN 3-499-55403-8.
- Die Grammatik formt unser Weltbild. In: Martin Morgenstern, Robert Zimmer (Hrsg.): Treffpunkt Philosophie. Wirklichkeiten und Weltbilder. Band 5. Bayerischer Schulbuch Verlag, München 2002, ISBN 3-7627-0326-4; Patmos, Düsseldorf 2002, ISBN 3-491-75642-1, S. 21–24.